# Sancti-Spíritus (Castela e Leão)
Sancti-Spíritus é um município da Espanha na província de Salamanca, comunidade autónoma de Castela e Leão, de área 141,90 km² com população de 891 habitantes (2011) e densidade populacional de 7,03 hab/km².

## Demografia
| Variação demográfica do município entre 1991 e 2011 | Variação demográfica do município entre 1991 e 2011 | Variação demográfica do município entre 1991 e 2011 | Variação demográfica do município entre 1991 e 2011 | Variação demográfica do município entre 1991 e 2011 | Variação demográfica do município entre 1991 e 2011 |
| --------------------------------------------------- | --------------------------------------------------- | --------------------------------------------------- | --------------------------------------------------- | --------------------------------------------------- | --------------------------------------------------- |
| 1991                                                | 1996                                                | 2001                                                | 2004                                                | 2007                                                | 2011                                                |
| 1360                                                | 1243                                                | 1031                                                | 1001                                                | 949                                                 | 891                                                 |